# Verdon (Marne)
Verdon ist eine französische Gemeinde mit 198 Einwohnern (Stand: 1. Januar 2022) im Département Marne in der Region Grand Est. Sie gehört zum Kanton Sézanne-Brie et Champagne und zum Arrondissement Épernay. 

## Lage
Verdon liegt am Ostrand der Brie am namensgebenden Fluss Verdonnelle und an der Grenze zum Département Aisne, 28 Kilometer südwestlich von Épernay.
Nachbargemeinden sind:
| Vallées en Champagne |                                             | Le Breuil            |
| Pargny-la-Dhuys      | Kompassrose, die auf Nachbargemeinden zeigt | La Ville-sous-Orbais |
|                      | Corrobert                                   | Margny               |

## Bevölkerungsentwicklung
| Jahr                       | 1962 | 1968 | 1975 | 1982 | 1990 | 1999 | 2008 | 2018 |
| -------------------------- | ---- | ---- | ---- | ---- | ---- | ---- | ---- | ---- |
| Einwohner                  | 185  | 163  | 156  | 136  | 117  | 127  | 176  | 208  |
| Quellen: Cassini und INSEE |      |      |      |      |      |      |      |      |

## Sehenswürdigkeiten

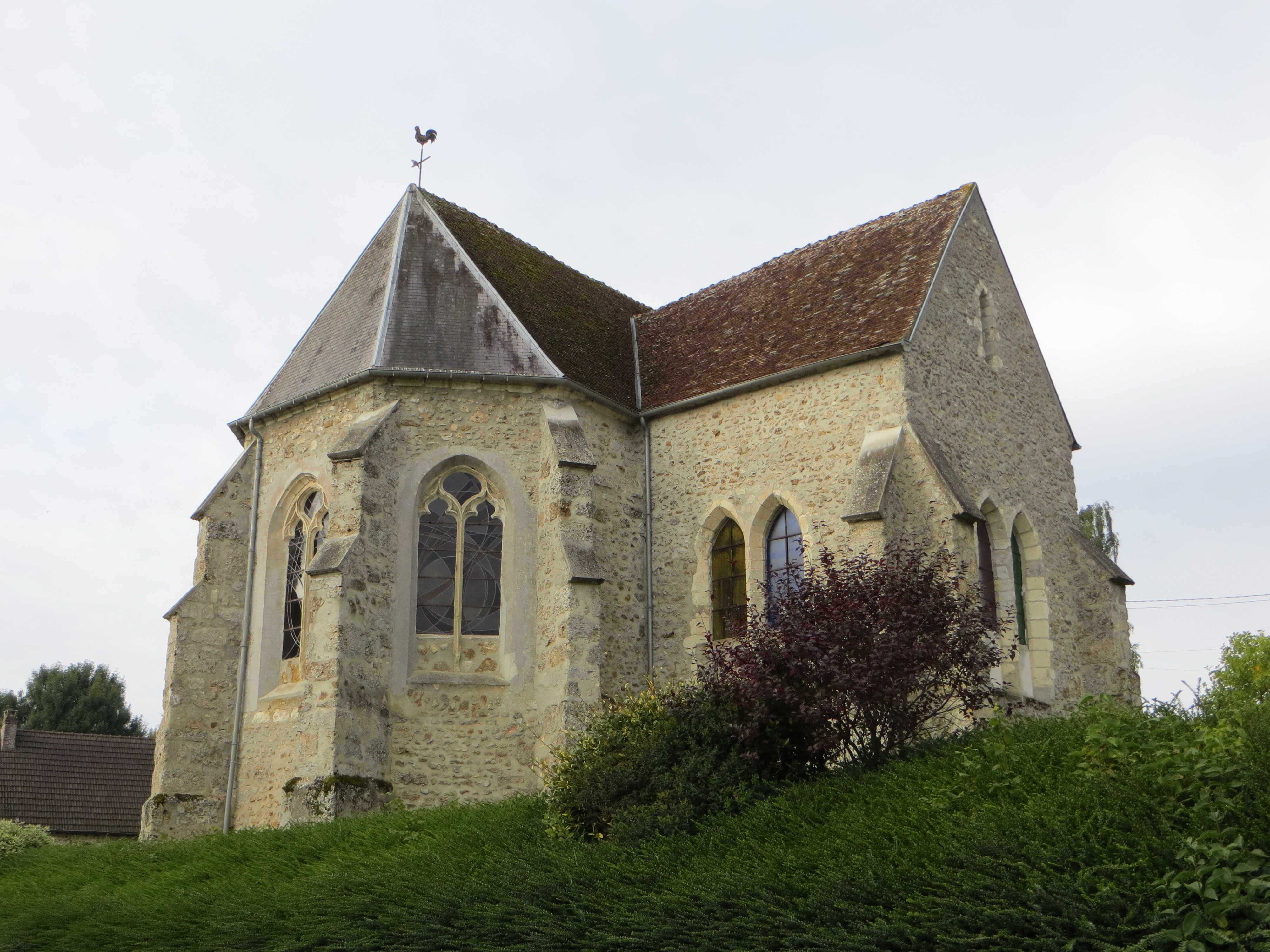
Kirche Saint-Malo

- Kirche Saint-Malo